# Радник (Сурдулиця)
Футбольний клуб Радник або просто ФК «Радник» (серб. Фудбалски клуб Радник) — професійний сербський футбольний клуб з міста Сурдуліца.

## Досягнення
- Перша ліга чемпіонату Сербії з футболу
  -  Чемпіон (1): 2014/15

- Східна Сербська ліга
  -  Чемпіон (1): 2012/13

## Склад команди
Станом на 2 вересня 2016
| №  | Поз. | Нац.   | Гравець                       |
| -- | ---- | ------ | ----------------------------- |
| 1  | ВР   | Сербія | Нікола Василєвич              |
| 2  | ЗХ   | Сербія | Сініша Младенович             |
| 3  | ЗХ   | Сербія | Мілош Міилованович            |
| 4  | ПЗ   | Сербія | Златко Лішчевич               |
| 5  | ЗХ   | Сербія | Даніель Стойкович             |
| 7  | НП   | Сербія | Мілош Станкович               |
| 8  | ПЗ   | Сербія | Мілош Адамович                |
| 10 | НП   | Гана   | Френсіс К'єреме               |
| 11 | НП   | Сербія | Нікола Радович                |
| 13 | ЗХ   | Сербія | Владан Павлович               |
| 14 | НП   | Сербія | Урош Ненадович                |
| 15 | ЗХ   | Сербія | Александар Гойкович (капітан) |
| 16 | НП   | Сербія | Йован Йованович               |
| 17 | ПЗ   | Сербія | Братислав Пейчич              |

| №  | Поз. | Нац.                 | Гравець           |
| -- | ---- | -------------------- | ----------------- |
| 20 | ПЗ   | Боснія і Герцеговина | Ігор Мішан        |
| 22 | ВР   | Сербія               | Огнєн Чанчаревич  |
| 25 | ЗХ   | Сербія               | Петар Планич      |
| 26 | ЗХ   | Сербія               | Слободан Вукович  |
| 27 | НП   | Сербія               | Ігор Златанович   |
| –– | ВР   | Сербія               | Лазар Татич       |
| –– | ЗХ   | Сербія               | Мілан Мілінкович  |
| –– | ПЗ   | Сербія               | Нікола Крчмаревич |
| –– | ПЗ   | Сербія               | Іван Джорич       |
| –– | ПЗ   | Австрія              | Деян Нешович      |
| –– | ПЗ   | Чорногорія           | Неделько Влахович |
| –– | НП   | Чорногорія           | Стефан Ніколич    |
| –– | НП   | Чорногорія           | Лука Мердович     |